# Noemí Tortul
Noemí Tortul (Rosario, 20 de septiembre de 1947) es una deportista argentina, especializada en atletismo adaptado y baloncesto en silla de ruedas, que se ha destacado por ser una de las máximas medallistas paralímpicas de ese país y de América Latina. Tortul ganó ocho medallas, tres de plata y cinco de bronce en los Juegos Paralímpicos de Tokio 1964 y Tel Aviv 1968, en atletismo y baloncesto en silla de ruedas. 
En los Juegos Parapanamericanos de Lima 1973, ganó 4 medallas de oro, 6 de plata y 2 de bronce siendo reconocida como la mejor deportista femenina del evento. Ese mismo año la Confederación Argentina de Deportes la distinguió como la mejor Deportista Femenina con Discapacidad. En 1974 ganó en los Juegos Mundiales IWAS una medalla de oro y 3 de plata.
En 2014 la Municipalidad de Rosario incluyó su nombre en una de las placas colocadas en el Paseo de los Olímpicos. Por sus logros deportivos fue reconocida en Argentina como Maestra del Deporte.

## Carrera deportiva

### Juegos Paralímpicos de Tokio 1964

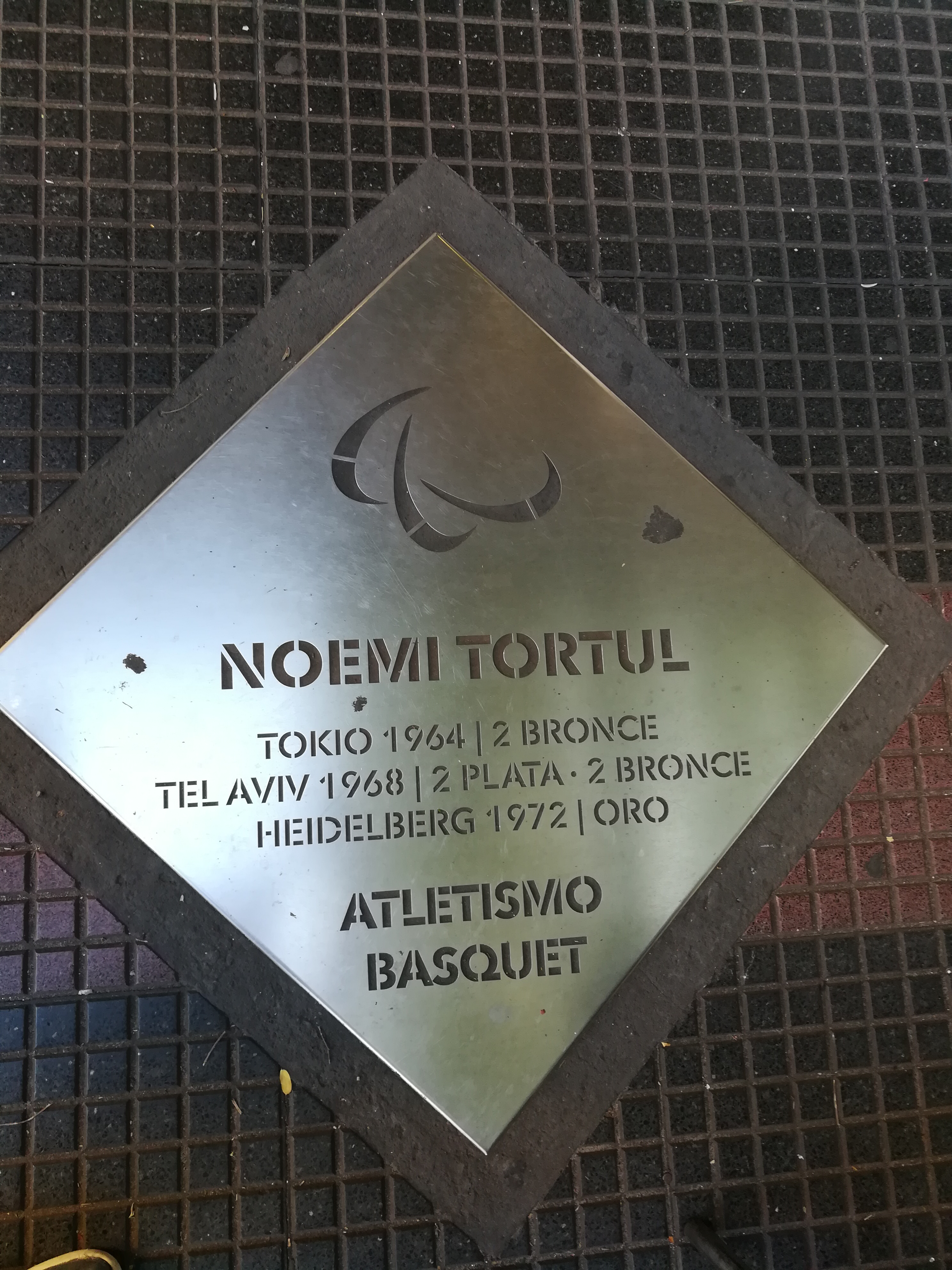
Placa homenaje a Tortul en el Paseo de los Olímpicos de Rosario.

En los Juegos Paralímpicos de Tokio 1964 Noemí Tortul ganó tres medallas de bronce en atletismo. 
| Atletismo: Mujeres lanzamiento de clava C | Atletismo: Mujeres lanzamiento de clava C | Atletismo: Mujeres lanzamiento de clava C | Atletismo: Mujeres lanzamiento de clava C | Atletismo: Mujeres lanzamiento de clava C |
| | Deportista                                | País                                      | Distancia                                 |                                           |
| --- | ----------------------------------------- | ----------------------------------------- | ----------------------------------------- | ----------------------------------------- |
| 1 | Rosalie Hixon                             | Estados Unidos                            | 21.04                                     |                                           |
| 2 | J. Waterman                               | Estados Unidos                            | 17.38                                     |                                           |
| 3 | Noemí Tortul                              | Argentina                                 | 16.32                                     |                                           |
| Fuente: «Women's Club Throw C. Tokyo 1964». IPC. 1964. (enlace roto disponible en Internet Archive; véase el historial, la primera versión y la última). |                                           |                                           |                                           |                                           |

| Atletismo: Mujeres Jabalina C | Atletismo: Mujeres Jabalina C | Atletismo: Mujeres Jabalina C | Atletismo: Mujeres Jabalina C | Atletismo: Mujeres Jabalina C |
| | Deportista                    | País                          | Distancia                     |                               |
| --- | ----------------------------- | ----------------------------- | ----------------------------- | ----------------------------- |
| 1 | Rosalie Hixon                 | Estados Unidos                | 12.60                         |                               |
| 2 | M. O'Brien                    | Australia                     | 10.27                         |                               |
| 3 | Noemí Tortul                  | Argentina                     | 9.33                          |                               |
| Fuente: «Women's Javelin C. Tokyo 1964». IPC. 1964. (enlace roto disponible en Internet Archive; véase el historial, la primera versión y la última). |                               |                               |                               |                               |

| Atletismo: Mujeres Lanzamianto de bala C | Atletismo: Mujeres Lanzamianto de bala C | Atletismo: Mujeres Lanzamianto de bala C | Atletismo: Mujeres Lanzamianto de bala C | Atletismo: Mujeres Lanzamianto de bala C |
| | Deportista                               | País                                     | Distancia                                |                                          |
| --- | ---------------------------------------- | ---------------------------------------- | ---------------------------------------- | ---------------------------------------- |
| 1 | Rosalie Hixon                            | Estados Unidos                           | 4.39                                     |                                          |
| 2 | J. Waterman                              | Estados Unidos                           | 3.59                                     |                                          |
| 3 | Noemí Tortul                             | Argentina                                | 3.58                                     |                                          |
| Fuente: «Women's Shot Put C. Tokyo 1964». IPC. 1964. (enlace roto disponible en Internet Archive; véase el historial, la primera versión y la última). |                                          |                                          |                                          |                                          |

### Juegos Paralímpicos de Tel Aviv 1968
En los Juegos Paralímpicos de Tel Aviv 1968 Noemí Tortul ganó 5 medallas en atletismo y baloncesto en silla de ruedas: 3 de plata (clava, bala y básquetbol) y 2 de bronce (jabalina y posta de sillas de rueda). 

#### Atletismo
| Atletismo Mujeres Lanzamiento de clava B Participantes: 16 | Atletismo Mujeres Lanzamiento de clava B Participantes: 16 | Atletismo Mujeres Lanzamiento de clava B Participantes: 16 | Atletismo Mujeres Lanzamiento de clava B Participantes: 16 | Atletismo Mujeres Lanzamiento de clava B Participantes: 16 |
|                                                            | Atleta                                                     | País                                                       | Distancia (m.)                                             |                                                            |
| ---------------------------------------------------------- | ---------------------------------------------------------- | ---------------------------------------------------------- | ---------------------------------------------------------- | ---------------------------------------------------------- |
| 1                                                          | Hattingh                                                   | Sudáfrica                                                  | 24.74                                                      |                                                            |
| 2                                                          | Noemí Tortul                                               | Argentina                                                  | 23.52                                                      |                                                            |
| 3                                                          | Gabriella Monaco                                           | Italia                                                     | 23.14                                                      |                                                            |
| Fuente: IPC.                                               |                                                            |                                                            |                                                            |                                                            |

| Atletismo Mujeres Lanzamiento de disco B Participantes: 15 | Atletismo Mujeres Lanzamiento de disco B Participantes: 15 | Atletismo Mujeres Lanzamiento de disco B Participantes: 15 | Atletismo Mujeres Lanzamiento de disco B Participantes: 15 | Atletismo Mujeres Lanzamiento de disco B Participantes: 15 |
|                                                            | Atleta                                                     | País                                                       | Distancia (m.)                                             |                                                            |
| ---------------------------------------------------------- | ---------------------------------------------------------- | ---------------------------------------------------------- | ---------------------------------------------------------- | ---------------------------------------------------------- |
| 1                                                          | Hattingh                                                   | Sudáfrica                                                  | 15.48                                                      |                                                            |
| 2                                                          | Noemí Tortul                                               | Argentina                                                  | 13.67                                                      |                                                            |
| 3                                                          | Bindley                                                    | Estados Unidos                                             | 13.29                                                      |                                                            |
| Fuente: IPC.                                               |                                                            |                                                            |                                                            |                                                            |

| Atletismo Mujeres Jabalina B Participantes: 16 | Atletismo Mujeres Jabalina B Participantes: 16 | Atletismo Mujeres Jabalina B Participantes: 16 | Atletismo Mujeres Jabalina B Participantes: 16 | Atletismo Mujeres Jabalina B Participantes: 16 |
|                                                | Atleta                                         | País                                           | Distancia (m.)                                 |                                                |
| ---------------------------------------------- | ---------------------------------------------- | ---------------------------------------------- | ---------------------------------------------- | ---------------------------------------------- |
| 1                                              | Rosalie Hixson                                 | Estados Unidos                                 | 12.31                                          |                                                |
| 2                                              | Hattingh                                       | Sudáfrica                                      | 11.19                                          |                                                |
| 3                                              | Noemí Tortul                                   | Argentina                                      | 10.31                                          |                                                |
| Fuente: IPC.                                   |                                                |                                                |                                                |                                                |

| Atletismo Mujeres Posta 4x40 m abierta Participantes: 8 | Atletismo Mujeres Posta 4x40 m abierta Participantes: 8 | Atletismo Mujeres Posta 4x40 m abierta Participantes: 8 | Atletismo Mujeres Posta 4x40 m abierta Participantes: 8 | Atletismo Mujeres Posta 4x40 m abierta Participantes: 8 |
|                                                         | Atleta                                                  | País                                                    | Tiempo                                                  |                                                         |
| ------------------------------------------------------- | ------------------------------------------------------- | ------------------------------------------------------- | ------------------------------------------------------- | ------------------------------------------------------- |
| 1                                                       | E. Cox Linda Stratman Jo Ann Keyser Carol Ann Giesse    | Estados Unidos                                          | 48.6                                                    |                                                         |
| 2                                                       | Batya Mishani Sharabi Even-Sahav Siri                   | Israel                                                  | 49.5                                                    |                                                         |
| 3                                                       | Noemí Tortul Susana Olarte Silvia Cochetti Amelia Mier  | Argentina                                               | 52.5                                                    |                                                         |
| Fuente: IPC.                                            |                                                         |                                                         |                                                         |                                                         |

#### Básquetbol en silla de ruedas
En los Juegos de Tel Aviv se incorporó el evento femenino del básquetbol en silla de ruedas. Participaron cinco países: Argentina, Austria, Estados Unidos, Gran Bretaña e Israel. El equipo argentino estuvo integrado por Silvia Cochetti, Estela Fernández, Dina Galíndez, Susana Masciotra, Amelia Mier, Susana Olarte y Noemí Tortul.
El equipo argentino venció a Estados Unidos 4-1, a Austria 22-15, a Gran Bretaña 8-2 y perdió con Israel 17-12, equipo este que ganó todos los partidos ganando la medalla de oro, en tanto que Argentina quedó segunda haciéndose acreedora a la medalla de plata, mientras que la de bronce correspondió a Estados Unidos.
| Baloncesto Mujeres Participantes: 5 países | Baloncesto Mujeres Participantes: 5 países | Baloncesto Mujeres Participantes: 5 países | Baloncesto Mujeres Participantes: 5 países | Baloncesto Mujeres Participantes: 5 países |
|                                            | País                                       | Ganó                                       | Perdió                                     |                                            |
| ------------------------------------------ | ------------------------------------------ | ------------------------------------------ | ------------------------------------------ | ------------------------------------------ |
| 1                                          | Israel                                     | 4                                          | 0                                          |                                            |
| 2                                          | Argentina                                  | 3                                          | 1                                          |                                            |
| 3                                          | Estados Unidos                             | 2                                          | 2                                          |                                            |
| 4                                          | Austria                                    | 1                                          | 3                                          |                                            |
| 5                                          | Gran Bretaña                               | 0                                          | 4                                          |                                            |
| Fuente: Wheelchairs can jump!              |                                            |                                            |                                            |                                            |

### Otras competencias
En los Juegos Parapanamericanos de Lima 1973, ganó 4 medallas de oro, 6 de plata y 2 de bronce siendo reconocida como la mejor deportista femenina del evento. Ese mismo año la Confederación Argentina de Deportes la distinguió como la mejor Deportista Femenina con Discapacidad. En 1974 ganó en los Juegos Mundiales IWAS una medalla de oro y 3 de plata.